# 程士瑋
程士瑋，廣東南海人，清朝政治人物。舉人出身。
嘉慶二十三年，接替果升阿。署任江蘇荆溪縣知縣。后由杜明遠接任。